# Bottlebrush

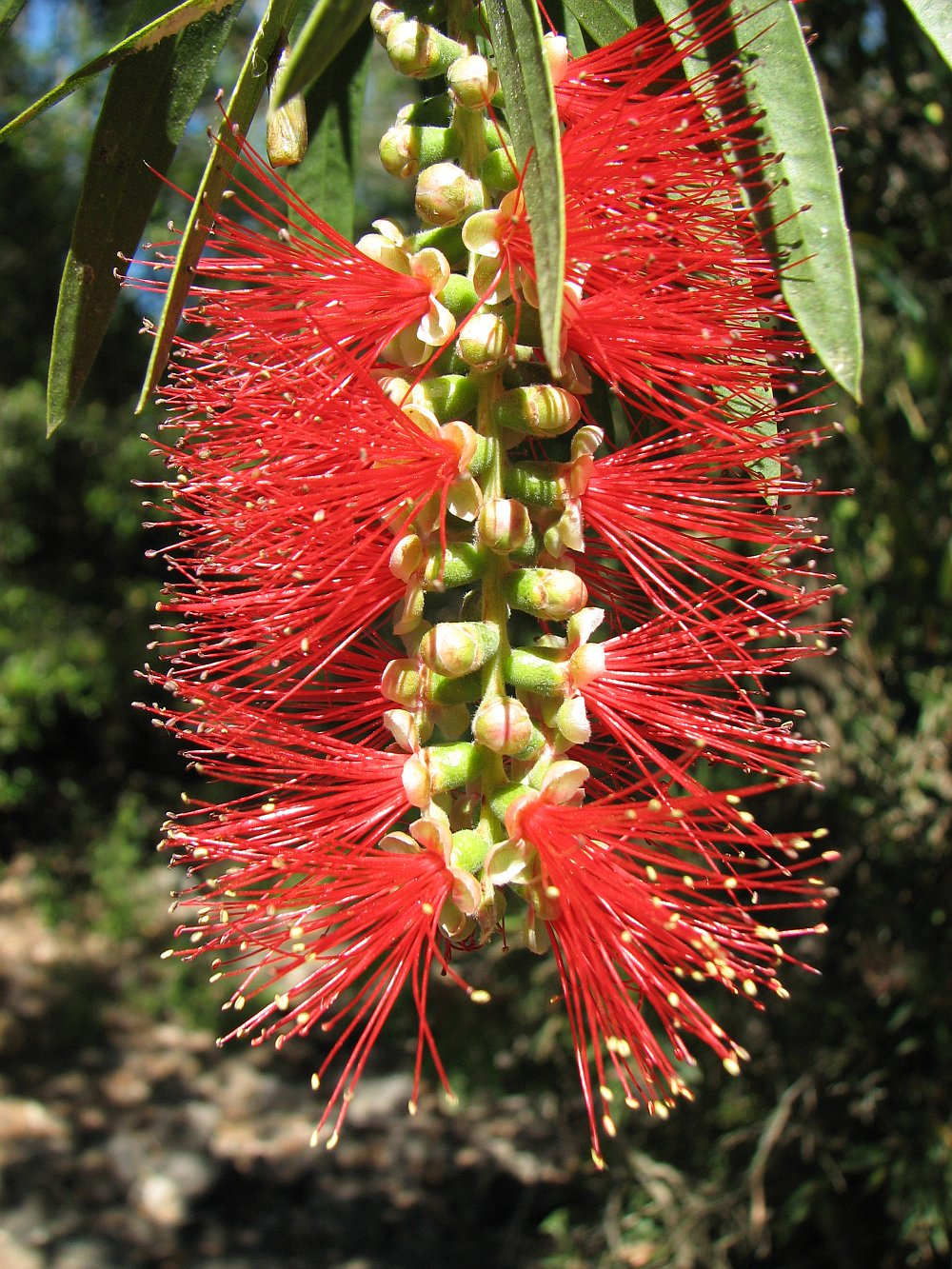
Callistemon

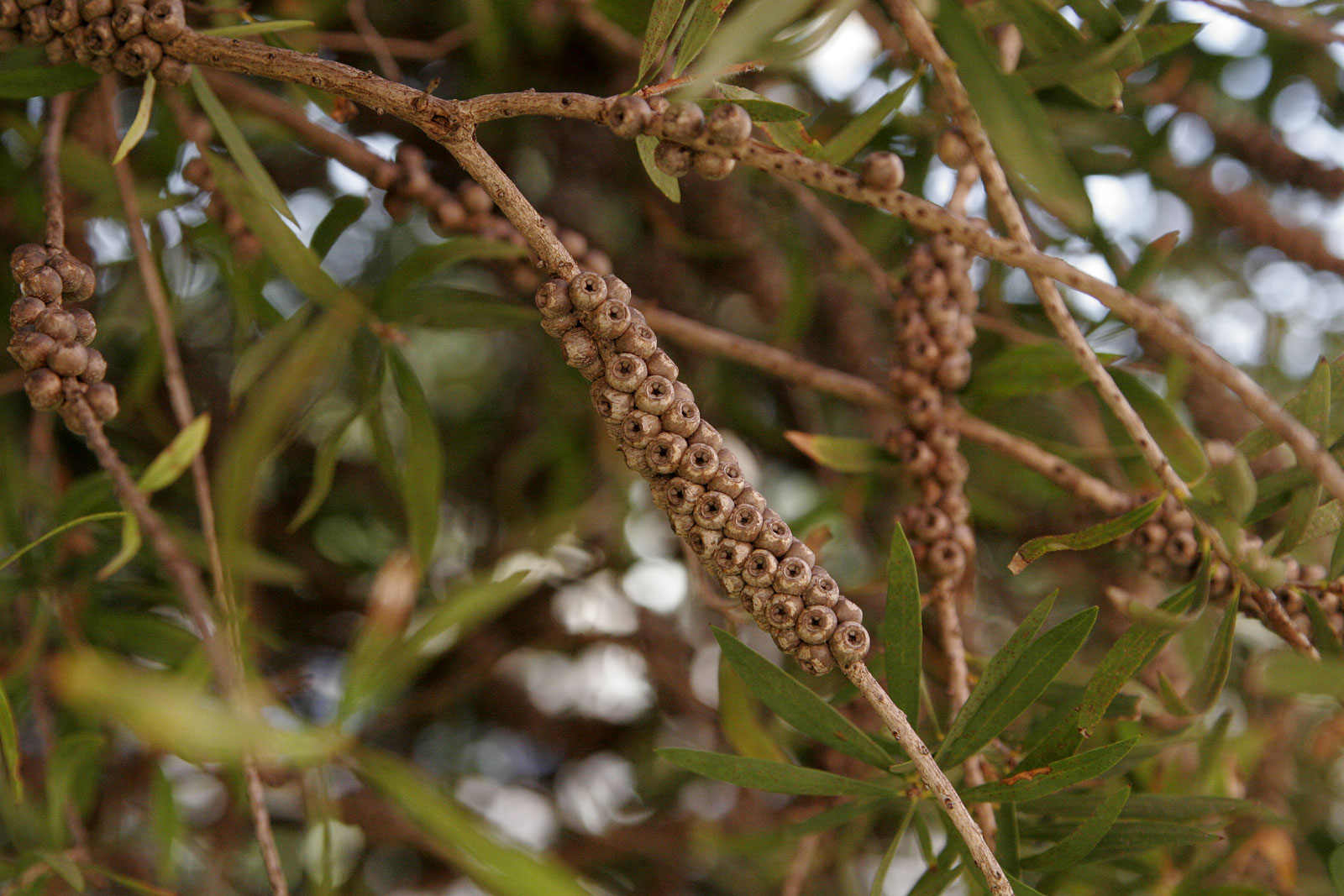
Одні види батлбраша мають плодові капсули

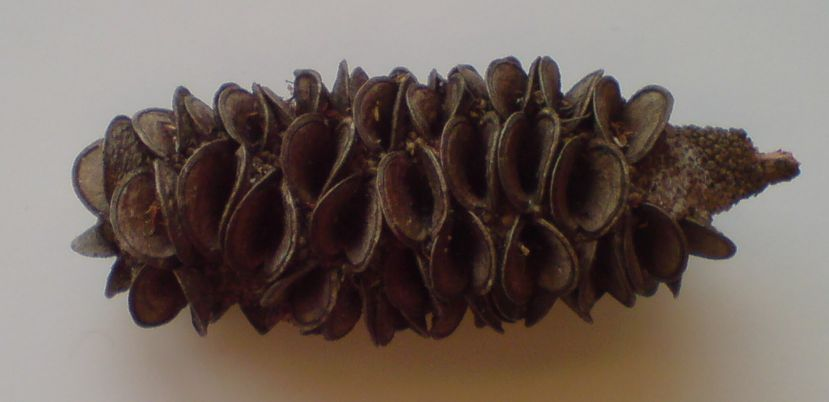
Інші види батлбраша-Гревілл мають шишки

Bottlebrush («Батлбраш», «пляшковий йоржик») — збірна назва для невисоких дерев і кущів з родів Каллистемон і Бьюфорту родини миртових. Іноді називають так і кущі Гревілл з родини Proteaceae, які мають схожі на йоржики квіти, але утворюють плоди, зібрані в шишки.
Рослини, що відносяться до цієї парафілетичної групі, ростуть в Австралії та Нової Зеландії; їх відмінна риса — червоні, жовті, іноді білі квітки, зібрані в суцвіття, що нагадують йоржик для чищення пляшок.